# Barbara Gunčar
Barbara Gunčar, slovenska menedžerka, podjetnica in političarka, * 5. december 1958.
Je kranjska mestna svetnica in pobudnica odcepitve severnega dela Mestne občine Kranj.

### Izobrazba in poučevanje
Bila je učiteljica, nato je pridobila magisterij iz organizacijskih ved. Pred odhodom v turizem je učila na OŠ Staneta Žagarja v Kranju in Delavski univerzi.
Na OŠ Staneta Žagarja je članica sveta. Poučevala je na Višji strokovni šoli za kozmetiko in velnes Ljubljana, Bic Ljubljana   ERUDIO  in Grm Novo mesto.

### Menedžerstvo
Leta 1989 je postala direktorica hotela Bor - Grad Hrib v Preddvoru (kranjska Živila). Sredi devetdesetih je bila direktorica Hotela Ribno Bled, hotel je v storitvi v Sloveniji dobil certifikat ISO 9001 , kasneje pa direktorica Zdravilišča Radenci, kjer so poslovanje v času njenega vodenja izboljšali. 5. julija 2000 je je bila izvoljena za direktorico Slovenske nacionalne turistične organizacije (SNTO), 16. avgusta pa je prevzela posle. Julija 2001 so jo vlada razrešila. 1. decembra 2001 je postala direktorica Hotela Klub Kanu v Zbiljah. Konec maja 2002 so jo imenovali za prokuristko kranjskega Hotela Creina, kjer se je ukvarjala predvsem z vsebino ponudbe. 17. marca 2005 je postala članica upravnega odbora Slovenske turistične organizacije, STO pa je zopet vodila med decembrom 2005 in majem 2006, ko je odstopila iz osebnih razlogov. Bila je vodja projektov v novogoriški družbi HIT . Pred tem je bila tam od leta 2008 članica uprave in namestnica predsednika Casino Ljubljana.
Novinar Aleksander Lucu jo je opisal kot ljubljenko desnice, ki se »v slovenskem hotelirstvu in gostinstvu nikjer ni posebej izkazala«. V Delu so jo leta 2008 označili za simpatizerko vladajoče desnice, ki je na čelo STO prišla zaradi političnih razlogov. Dnevnik je imel o razlogu za njeno drugo imenovanje na čelo te organizacije enako mnenje.

#### Članstvo v združenjih
V devetdesetih je bila članica upravnega odbora gorenjskega direktorskega kluba Dvor. Je izvršna direktorica Slovenskega združenja za kakovost in odličnost (SZKO). Je članica Združenja nadzornikov Slovenije in nosilka certifikata.

### Politika
Leta 1990 je na listi ZSMS kandidirala za položaj delegatke v družbeno političnem zboru skupščine občine Kranj.
Na lokalnih volitvah leta 2014 je s svojo listo kandidirala za kranjsko županjo (geslo »Kranj za nas, za mesto in vas«) in se uvrstila na peto mesto. Postala je mestna svetnica. Bila je podpredsednica Komisije za mandatna vprašanja, volitve in imenovanja, od leta 2015 pa članica sveta Zavoda za turizem in kulturo Kranj.
Leta 2018 je ustanovila Stranko za enakomeren lokalni razvoj in podjetnost in postala njena predsednica. Istega leta je zopet kandidirala za kranjsko županjo (6. mesto) in dobila še en svetniški mandat.
Svet Mestne občine Kranj jo je predlagal za članstvo v Razvojnem svetu gorenjske regije za mandat 2021–2027 (BSC Kranj).

#### Pobuda za odcepitev
Dala je pobudo za odcepitev Gorič, Mlake, Golnika, Trstenika, Tenetiš, Kokrice, Predoselj in Britofa od Mestne občine Kranj pod imenom Kokrica – Predoslje. Po mnenju kranjskega župana Matjaža Rakovca je to v nasprotju s smernicami Evropske unije, ki zagovarja povezovanje in racionalizacijo upravnih aparatov. Opozoril je tudi, da bi morala nova občina prevzeti kredit in kranjski občini vrniti vložena sredstva za izvedbo projekta Gorki 2, zaradi česar bi bila že na začetku obstoja tretja najbolj zadolžena občina. Gunčarjeva je odgovorila, da bi jim morala kranjska občina vrniti polovico zneska za povprečnino od leta 1997, kredita pa da niso dolžni prevzeti.

### Podjetništvo
V družinskem podjetju Nets, kjer je solastnica in prokuristka, dela na področju marketinga. Vodi ga njen mož Uroš Gunčar, z njima dela njun edini sin. Zakonca Gunčar imata v podjetju enakovreden, 45,59-odstotni delež. Nets je bil v razpisu za sofinanciranje vzpostavitve in delovanja kompetenčnih centrov za razvoj kadrov za obdobje od 2019 do 2022 izbran za vodjo kompetenčnega centra za razvoj kadrov v projektu Zdravje in medicina. Pri tem je njegov partner DEOS, skupina domov za ostarele v lasti Alenke Žnidaršič Kranjc.

### Zasebno
Odraščala je na kmetiji. Ima sestro in brata. Živi na Mlaki pri Kranju, kjer sta z možem zgradila hišo. Igra golf.